# 三钛酸钠
三钛酸钠是一种无机化合物，化学式Na2Ti3O7。它可以由二氧化钛和碳酸钠在高温下的反应制备。它在盐酸中进行离子交换，可以得到H2Ti3O7。